# Новосильский, Андрей Павлович
Андрей Павлович Новосильский 3-й (1837 – 26.08.1881) — из дворян Тверской губернии, офицер Российского Императорского флота, капитан 1-го ранга, флаг-капитан при Главном начальнике морских сил на Тихом океане вице-адмирале С. С. Лесовском. Исследователь Охотского и Чукотского морей. Несколько раз посещал порты Японии и Китая. Опубликовал несколько трудов на военно-морскую тематику.

## Служба
Воспитывался в Морском кадетском корпусе. После окончания корпуса служил на Балтике. В 1859 году произведён в мичманы и назначен на фрегат «Светлана». В 1861—1862 годах на фрегате совершил кругосветное путешествие, в ходе которого побывал в Японии и Австралии. 1 (13) января 1862 года произведен в чин лейтенанта. По возвращении из кругосветного плавания 5 (17) июля 1862 года пожалован орденом Св. Станислава III степени. 30 августа 1863 года «за особые труды по производству работ по вооружению Кронштадта» награждён орденом Св. Анны III степени.
В 1868 году А. П. Новосильский в чине капитан-лейтенанта назначен командиром клипера «Всадник».

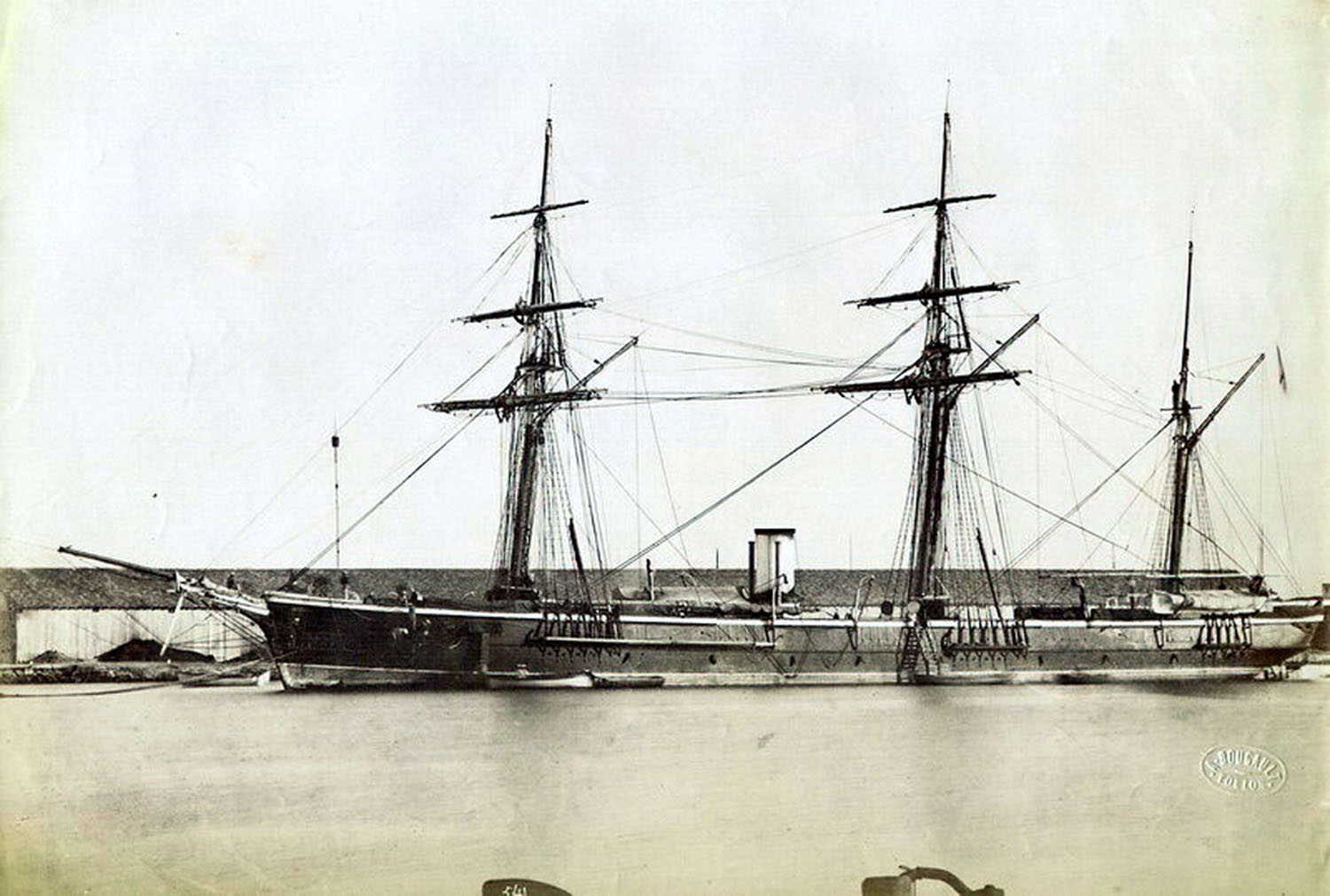
Клипер «Всадник»

Командуя клипером «Всадник», в 1875 году участвовал в обеспечении работы комиссии по приему в русское владение острова Сахалин. В августе этого же года, когда Андрей Павлович с клипером находился в Японии, он получил приглашение на празднование дня рождения австрийского императора от капитана корвета «Эрцгерцог Фридрих», а вечером этого же был представлен императору Японии Мэйдзи.
В 1876 году «Всадник» под командованием А. П. Новосильского с лейтенантом М. Л. Онацевич направили в Охотское море для проведения гидрографических работ и обеспечения государственной монополии на прибрежную торговлю. В этом рейсе «Всадник» посетил Олюторский залив, залив Святого Креста, бухту Пловер, бухту Провидения, Мичигменскую губу, залив Лаврентия, губу Архангела Гавриила, прошёл Беринговым проливом перешёл в Чукотское море, посетил мыс Сердце-Камень, достиг в проливе Лонга Северного мыса (ныне мыс Отто Шмидта). Дошёл до 70° северной широты после чего благополучно вернулся на обратно. По итогам этого рейса был собран богатейший гидрографический материал, а А. П. Новосильский произведён в чин капитана 2-го ранга.

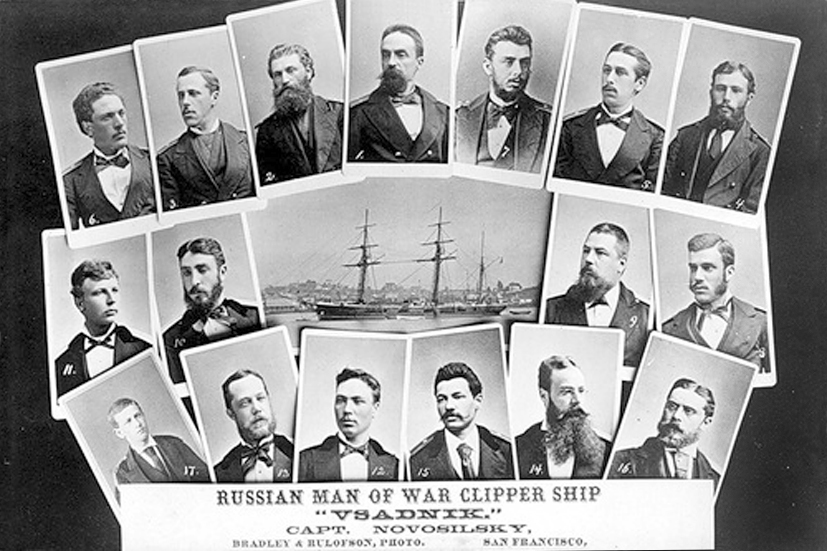
Офицеры винтового клипера «Всадник», Сан-Франциско

В 1876—1877 годах Андрей Павлович на клипере «Всадник» участвовал во «Второй экспедиции к берегам Северной Америки» в составе эскадры контр-адмирала О. П. Пузино.
В 1878 году Андрей Павлович произведён в чин капитана 1-го ранга. В этом же году он получил приказ вернуться с клипером на Балтику. Во время перехода клипер зашёл на рейд порта Пенанг острова Суматра, где Новосильский принял представителей султаната Аче. Они передали ходатайство перед Его императорским величеством о принятии их в подданство Российской империи. Следуя далее по пути в Кронштадт, клипер зашёл в Неаполь, где Андрей Павлович получил от самого султана всеподданнейшее прошение о вхождении его страны в состав Российской империи. Вернувшись в Россию в 1879 году, Андрей Павлович передал бумаги в министерство иностранных дел. После рассмотрения данного прошения, оно было отвергнуто, и Андрею Павловичу пришлось отправить соответствующую телеграмму в султанат.

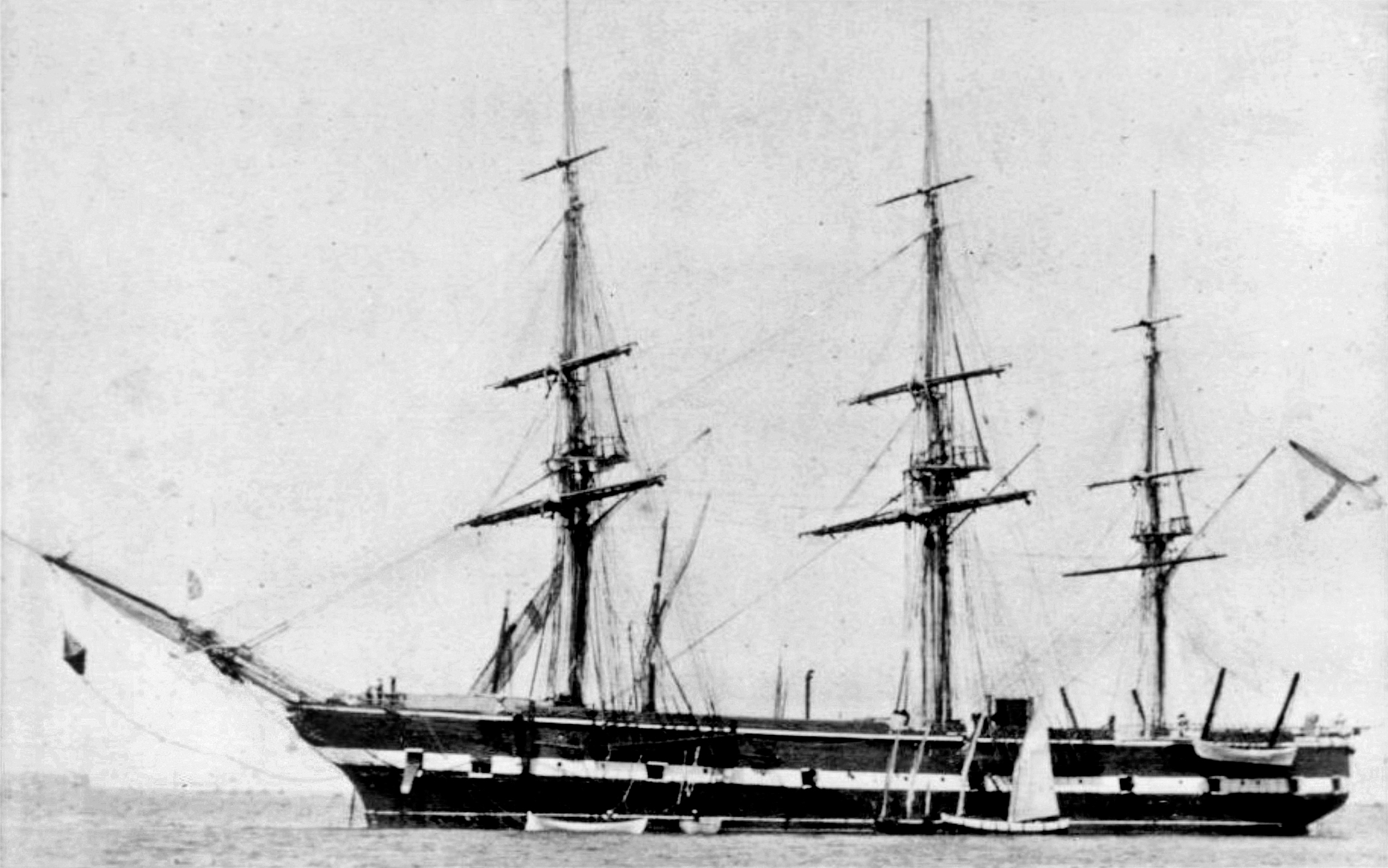
Фрегат «Светлана»

Также в 1878 году назначен командиром фрегата «Светлана».
В 1880 году Андрей Павлович назначен флаг-капитаном при Главном начальнике морских сил на Тихом океане вице-адмирале С. С. Лесовском. С июня 1880 года во главе штаба совершил переход к берегам Китая на крейсере «Европа», далее посетил Нагасаки. По пути из Японии в Россию совершил визит в Сан-Франциско.
Во время визита в Сан-Франциско 26 августа 1881 года Андрей Павлович скончался. Его похоронили на городском кладбище этого города. Траурная процессия прошла по улицам города, для чего конные полицейские перекрыли движение. На церемонии погребения присутствовали американский дивизионный генерал Макдоул, коммодор Филлипс, французский адмирал, а также командиры и офицеры находившихся в это время на рейде судов.

## Семья
- Отец — Новосильский Павел Михайлович (1802—1862) — морской офицер Российской империи, преподаватель навигации, астрономии и высшей математики, написал несколько книг на военно-морскую тематику. В 1819—1821 годах на шлюпе «Мирный» под командой лейтенанта М. П. Лазарева совершил кругосветное плавание.
  - Брат — Новосильский Михаил Павлович (1835—1913) — контр-адмирал Российского императорского флота, участник обороны Севастополя в Крымской войне, русско-турецкой войны 1877—1878 годов.
  - Брат — Новосильский Павел Павлович (1839—1884) — морской офицер Российской империи, капитан 1-го ранга. Участник экспедиции гидрографа капитан-лейтенанта В. М. Бабкина в Японское море, участник гидрографических работ в заливе Астролябия у Новой Гвинеи. В июле 1861 года был одним из инициаторов издания газеты «Кронштадтский вестник». В 1870-1874 годах, в должности старшего офицера, участвовал в гидрографических работах на корвете «Витязь». Участвовал в русско-турецкой войне 1877—1878 годов.

## Память
- мыс Новосильского (Кригуйгун)